# Sergines
Sergines je francouzská obec v departementu Yonne v regionu Burgundsko-Franche-Comté. V roce 2012 zde žilo 1 283 obyvatel.

## Poloha obce
Obec leží u hranic departementu Yonne s departementem Seine-et-Marne, tedy i u hranic regionu Burgundsko-Franche-Comté s regionem Île-de-France. Sousední obce jsou: Compigny, Courlon-sur-Yonne, Montigny-le-Guesdier (Seine-et-Marne), Michery, Mousseaux-lès-Bray (Seine-et-Marne), Plessis-Saint-Jean a Serbonnes.

## Vývoj počtu obyvatel
Počet obyvatel 